# Zozocolco de Hidalgo
Zozocolco de Hidalgo è una municipalità dello stato di Veracruz, nel Messico centrale, il cui capoluogo è la località omonima.
Conta 15.031 abitanti (2015) e ha una estensione di 68,84 km². 	 	
Il significato del nome della località in lingua nahuatl è luogo tra i vasi di argilla con in più la dedica a Miguel Hidalgo y Costilla, eroe della guerra d'indipendenza del Messico.

## Luoghi di interesse
Il centro di Zozocolco de Hidalgo dal 2015 fa parte del programma Pueblos Mágicos.